# Gespanschaft Split-Dalmatien
Die Gespanschaft Split-Dalmatien [split] (kroat. Splitsko-dalmatinska županija) ist eine Gespanschaft in der kroatischen Region Dalmatien. Sie liegt in Mitteldalmatien um die Stadt Split herum und reicht von der Adria bis zur Grenze zu Bosnien-Herzegowina. Sie umfasst außerdem die vorgelagerten Inseln, deren größte Brač, Hvar und Vis sind. Sie hat eine Fläche von 4.540 km² und 420.149 Einwohner (Stand 31. Dezember 2021). Der Verwaltungssitz ist Split.

## Bevölkerung

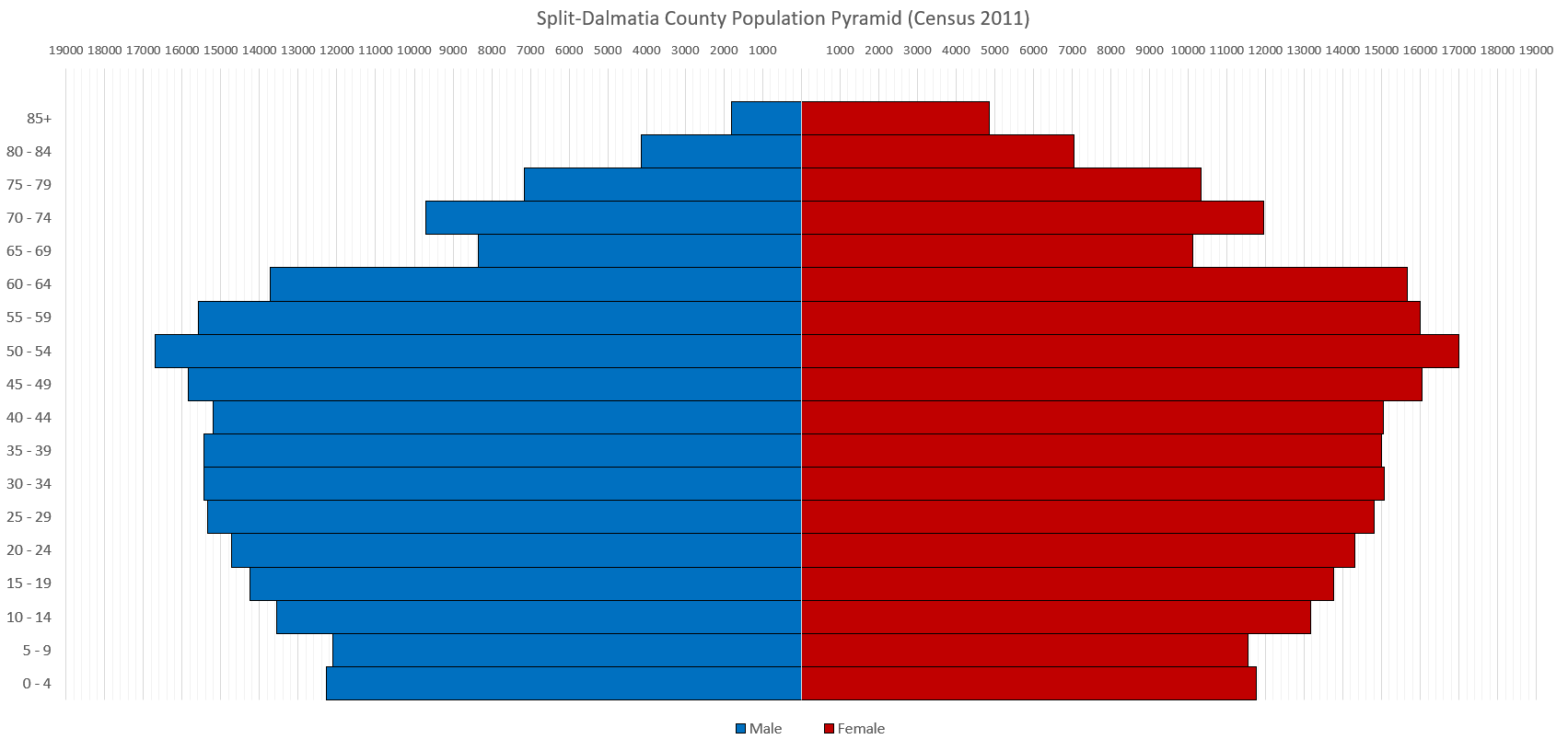
Alterspyramide der Gespanschaft Split-Dalmatien (Volkszählung 2011)

Zusammensetzung der Bevölkerung der Gespanschaft Split-Dalmatien nach Ethnien laut Volkszählung von 2021:
| Ethnien       | Anzahl  | Prozent |
| ------------- | ------- | ------- |
| Kroaten       | 410.041 | 96,84 % |
| Serben        | 003.271 | 00,77 % |
| Bosniaken     | 000.937 | 00,22 % |
| Albaner       | 000.864 | 00,20 % |
| Slowenen      | 000.410 | 00,10 % |
| Montenegriner | 000.327 | 00,08 % |
| Deutsche      | 000.285 | 00,07 % |

## Geographie
Die Gespanschaft Split-Dalmatien ist die zweitgrößte kroatische Gespanschaft.
Fläche: 4524 km²
Einwohnerzahl: 454.798
Einwohnerdichte: 100,5 E/km²
Höchster Berg: Sveti Jure (Biokovo) (1762 m)
Längster Fluss: Cetina (101 km)
Größter See: Peručko jezero (13 km)
Größte Insel: Brač (395 km²)

## Klima
Es herrscht vorwiegend mediterranes Klima (im Küstengebiet und auf den Inseln) vor. Das submediterrane Klima und das Gebirgsklima ist für das Hinterland und die höher gelegenen Gebirgsteile charakteristisch. Die Sommer sind trocken und warm (die Durchschnittstemperatur der Luft in Split beträgt im Sommer 26 °C), die Winter sind mild, mit verhältnismäßig wenigen Niederschlägen. Im Inneren sind die Tages- und Jahrestemperaturunterschiede größer.
Von den Winden in diesen Gebieten ist die Bora hervorzuheben, die vom Festland Richtung Meer weht und in der Regel kühleres und heiteres Wetter ankündigt, sowie der Südwind Jugo (Scirocco), der vom Meer in Richtung Festland weht und in der Regel warmes und bewölktes Wetter ankündigt.

## Naturphänomene der Gespanschaft
- Einsturzdolinen Roter See und Blauer See
- Modra špilja (Blaue Grotte) auf der Insel Biševo
- Pakleni otoci
- Cetina-Canyon
- „Wüste“ Blaca auf der Insel Brač
- Vidova gora auf der Insel Brač
- Biokovo-Gebirge

## Wirtschaft
Die Gespanschaft Split-Dalmatien war wie der Großteil der an der Küste gelegenen Gespanschaften von sozial-wirtschaftlichen Prozessen betroffen, die durch die Übertragung des Wirtschafts- und Bevölkerungsschwerpunktes aus dem Inneren an die Küste charakterisiert ist. Diese Gesellschaftswandlung führte zur Reduzierung der Bevölkerung in den Dörfern (insbesondere im Hinterland und auf den Inseln) und zu einer immer größeren Übersiedlung in die Städte.
Die Industrialisierungsphase im sozialistischen Jugoslawien hatte zwar positive, aber auch zahlreiche negative Folgen. Ein Beispiel ist die Schwerindustrie als Hauptverschmutzer der Bucht von Kaštela, wobei sich letztere mit größter Mühe und Investitionen erst in jüngster Zeit von den Folgen der übertriebenen, umweltschädigenden Industrialisierung zu erholen beginnt.
Der Fremdenverkehr erlitt durch den Bürgerkrieg 1991–1995 völligen Zusammenbruch. Heute ist er jedoch jener Wirtschaftszweig, der sich am schnellsten und erfolgreichsten erholt. Im vergangenen Jahrzehnten hat sich auch der Nautik-Tourismus stark entwickelt.
In der Gespanschaft befinden sich zwei geschützte Einheiten aus dem UNESCO-Verzeichnis des Weltkulturerbe – der Diokletians-Palast in Split und der alte Stadtkern von Trogir, was in der weiteren Entwicklung des Kulturtourismus besser genützt werden sollte.
Dem Anteil an den Gesamteinnahmen der Gespanschaft im Jahre 2001 zufolge, nimmt der Handel überzeugend den ersten Platz (43,5 %), auf dem zweiten Platz ist die Verarbeitungsindustrie (31,05 %). Von den Industriezweigen sind erwähnenswert: der Schiffbau, Maschinenbau, Elektroindustrie und die Textilindustrie.

## Städte und Gemeinden
Die Gespanschaft Split-Dalmatien ist in 16 Städte und 39 Gemeinden gegliedert. Diese werden nachstehend jeweils mit der Einwohnerzahl zur Zeit der Volkszählung von 2021 aufgeführt.

### Städte
| Stadt     | Einw.  |
| --------- | ------ |
| Hvar      | 03.979 |
| Imotski   | 09.153 |
| Kaštela * | 37.794 |
| Komiža    | 01.394 |
| Makarska  | 13.301 |
| Omiš      | 14.139 |
| Sinj      | 23.452 |
| Solin     | 24.862 |

| Stadt      | Einw.   |
| ---------- | ------- |
| Split      | 160.577 |
| Stari Grad | 002.772 |
| Supetar    | 004.325 |
| Trilj      | 008.182 |
| Trogir     | 012.393 |
| Vis        | 001.918 |
| Vrgorac    | 005.698 |
| Vrlika     | 001.728 |

### Gemeinden
| Gemeinde    | Einw. |
| ----------- | ----- |
| Baška Voda  | 2.590 |
| Bol         | 1.678 |
| Brela       | 1.626 |
| Cista Provo | 1.799 |
| Dicmo       | 2.805 |
| Dugi Rat    | 6.876 |
| Dugopolje   | 3.742 |
| Gradac      | 2.401 |
| Hrvace      | 3.144 |
| Jelsa       | 3.501 |

| Gemeinde  | Einw. |
| --------- | ----- |
| Klis      | 5.226 |
| Lećevica  | 0.495 |
| Lokvičići | 0.667 |
| Lovreć    | 1.402 |
| Marina    | 4.273 |
| Milna     | 931   |
| Muć       | 3.465 |
| Nerežišća | 0.878 |
| Okrug     | 2.995 |
| Otok      | 4.998 |

| Gemeinde        | Einw.  |
| --------------- | ------ |
| Podbablje       | 4.035  |
| Podgora         | 2.233  |
| Podstrana       | 10.403 |
| Postira         | 1.538  |
| Prgomet         | 0.498  |
| Primorski Dolac | 0.686  |
| Proložac        | 3.112  |
| Pučišća         | 1.968  |
| Runovići        | 1.968  |
| Seget           | 4.511  |

| Gemeinde   | Einw. |
| ---------- | ----- |
| Selca      | 1.613 |
| Sućuraj    | 0.426 |
| Sutivan    | 0.936 |
| Šestanovac | 1.669 |
| Šolta      | 1.975 |
| Tučepi     | 1.819 |
| Zadvarje   | 0.289 |
| Zagvozd    | 957   |
| Zmijavci   | 1.654 |